# Exotela versicolor
Exotela versicolor är en stekelart som beskrevs av Vladimir Ivanovich Tobias 1998. Exotela versicolor ingår i släktet Exotela och familjen bracksteklar. Inga underarter finns listade i Catalogue of Life.